# Wanderkompass

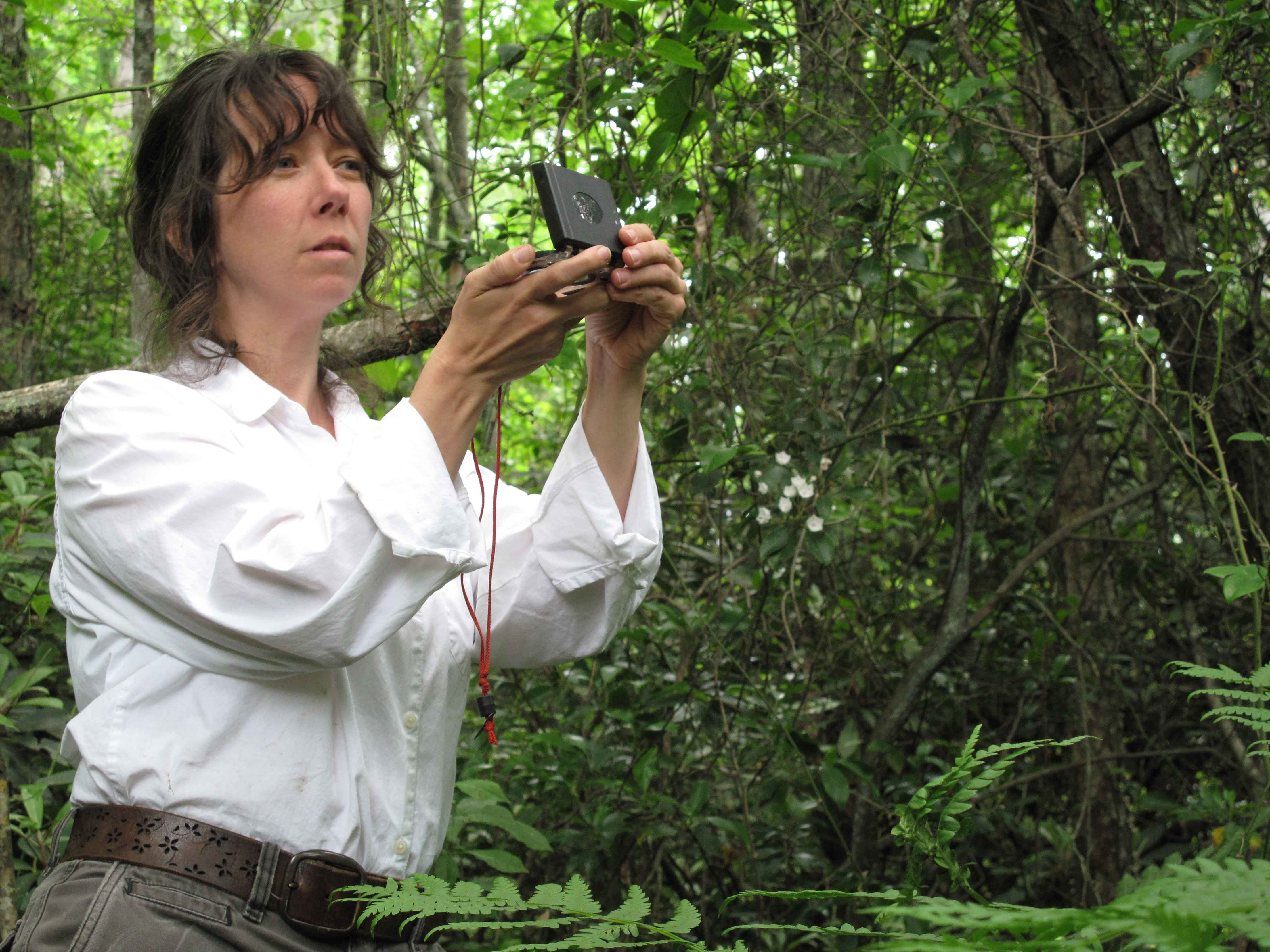
Wanderkompasse erleichtern die Orientierung in unübersichtlichem Gelände.

Ein Wanderkompass, militärisch auch Marschkompass, ist ein leichter Taschenkompass unterschiedlicher Bauart und meist mäßiger Genauigkeit, der zur Orientierung im Gelände dient. Ein Wanderkompass verfügt meist über eine 360°-Winkelrose, teilweise auch mit einer Einteilung in 60 Teilwinkel wie die Minutenstriche auf einem Uhrenziffernblatt, wobei dann jeder Strich 6° entspricht. Bei einem militärischen Marschkompass wird häufig eine 64(00)'-Strichwinkelrose benutzt. In der Seefahrt wird ein Steuerwinkel von 5° als ausreichend gesehen. Dies entspricht einem Strich bei einer 64'-Strichwinkelrose.

## Kompasstypen

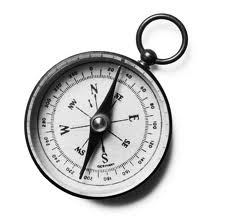
Taschenkompass
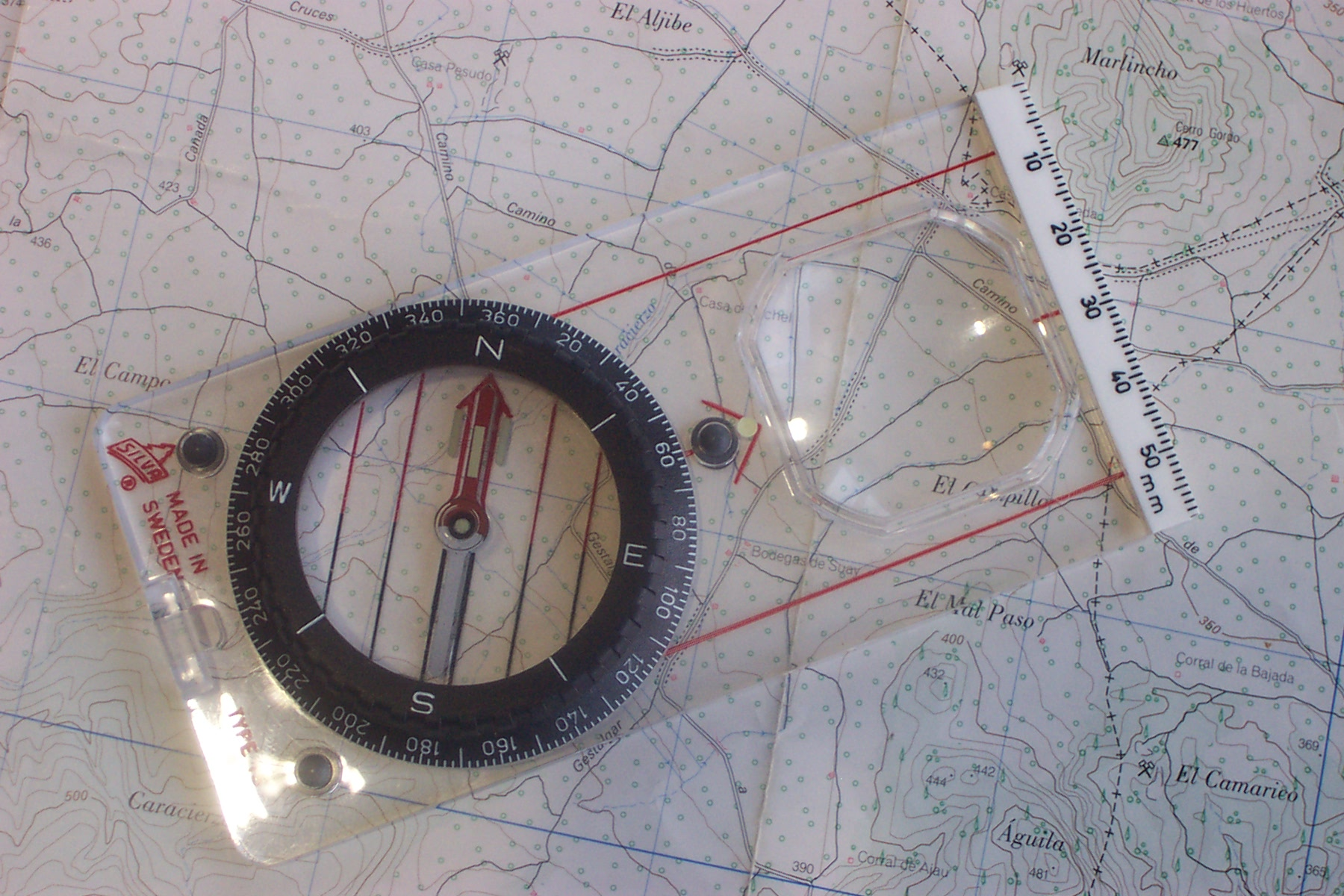
Linealkompass
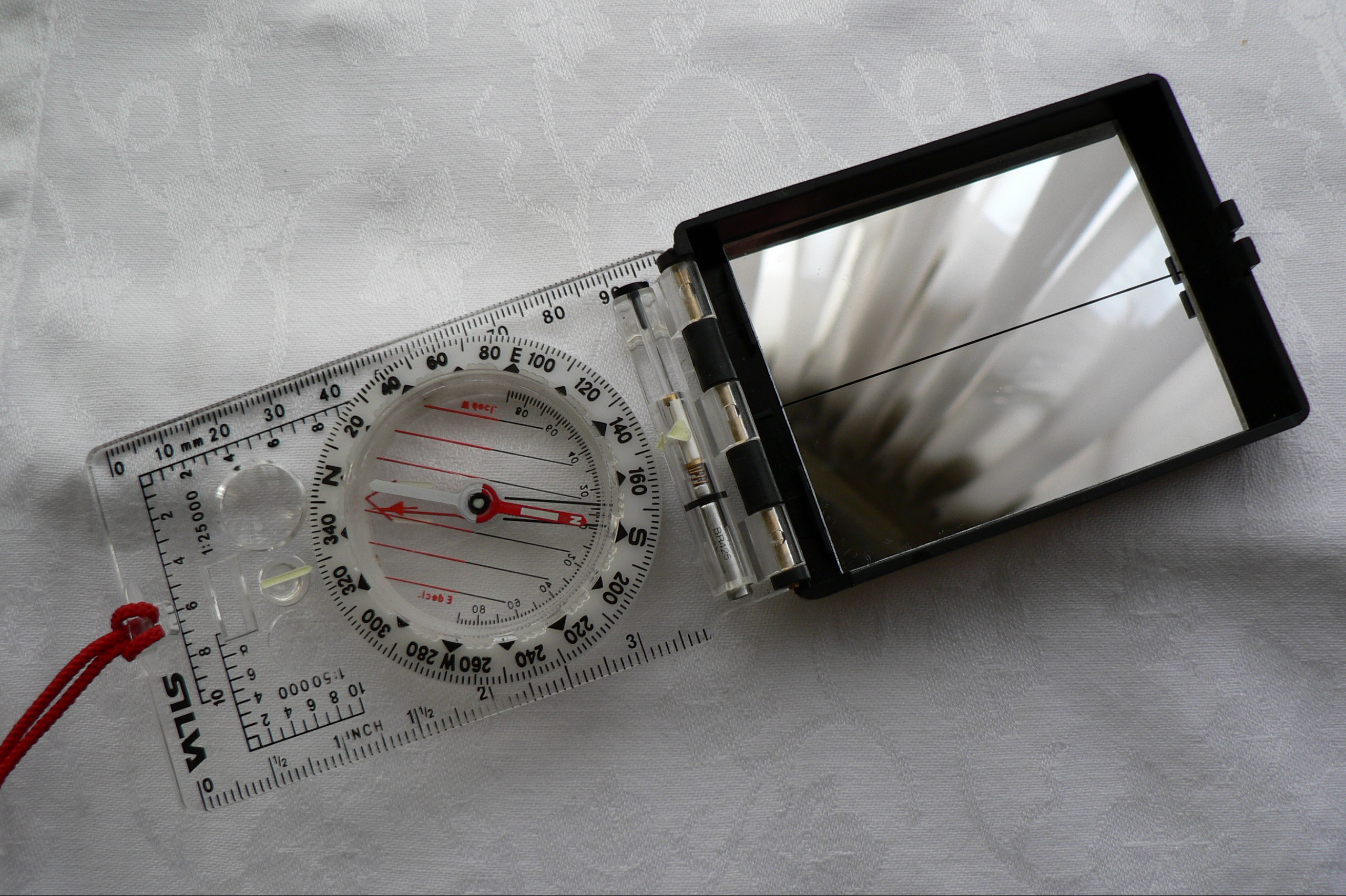
Spiegelkompass
Spiegelkompass
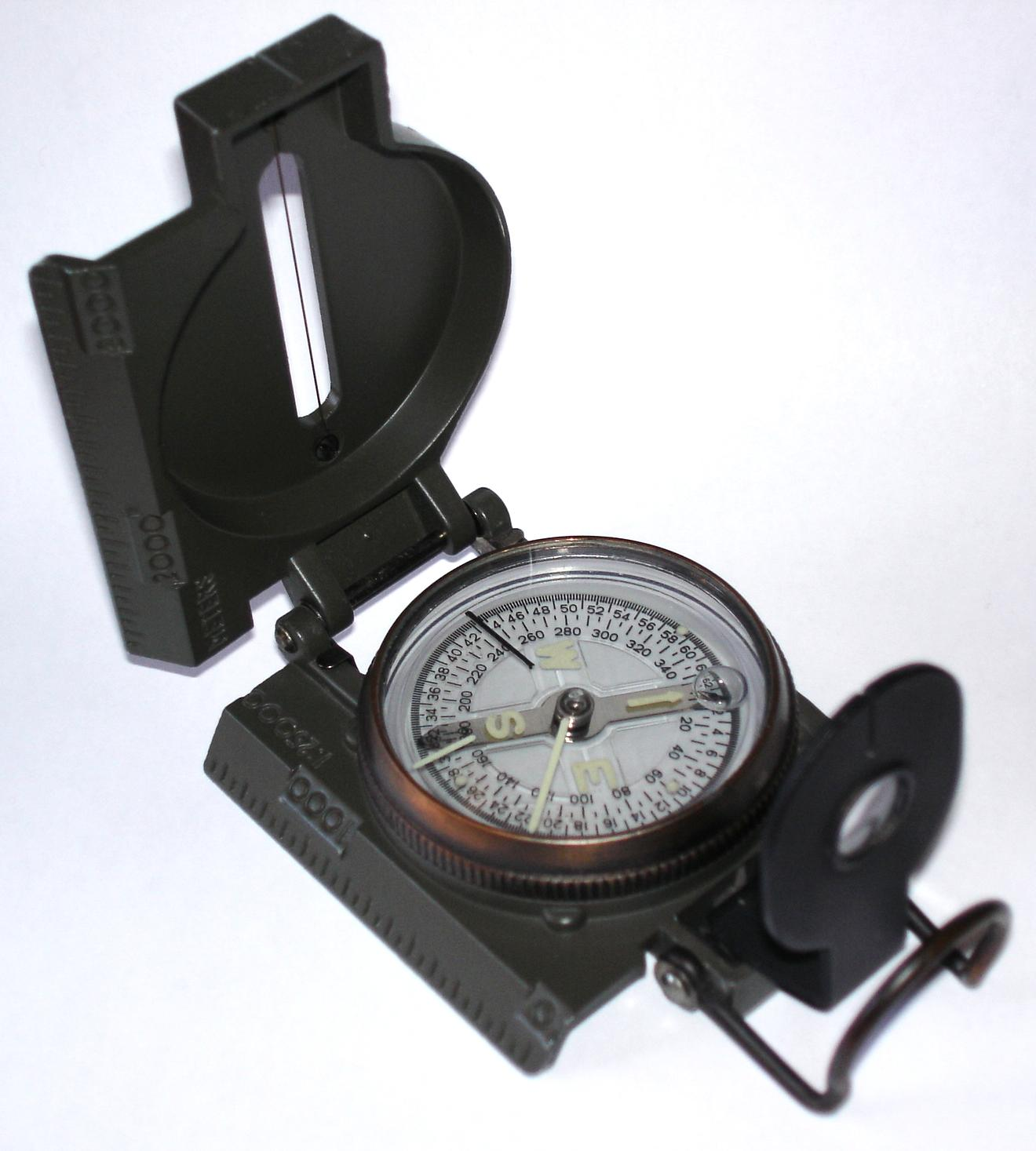
Linseatischer Kompass
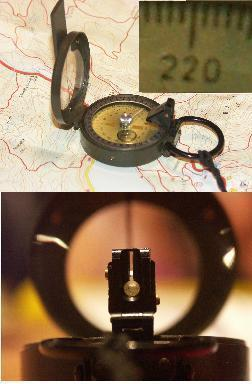
Prismenkompass

Wanderkompasse lassen sich einteilen in verschiedene Bauformen, wie beispielsweise
Taschenkompasse
Kompasse mit meist rundem Gehäuse, ohne Peil- oder Winkelmessvorrichtung.
Linealkompasse, Plattenkompasse
Kompasse, bei denen die Kompassdose drehbar auf einer durchsichtigen Grundplatte angebracht ist. Die Grundplatte besitzt eine Anlegekante für die Kartenarbeit, oft auch verschiedene Längen- und Koordinatenskalen. Peilvorrichtungen sind bei reinen Linealkompassen meist nicht vorhanden.
Spiegelkompasse
Kompasse mit einem klappbaren Spiegel, welcher erlaubt, beim Peilen das Zielobjekt und gleichzeitig die Magnetnadel zu beobachten.
Linseatische Kompasse
Kompasse mit einer Lupe, welche erlaubt, beim Peilen die Gradeinteilung des Kompasses abzulesen.
Prismenkompasse
Kompasse, die mittels eines optischen Umlenk- und Vergrößerungssystems erlauben, beim Peilen das Zielobjekt und gleichzeitig die Gradeinteilung des Kompasses zu beobachten. Sie sind für besonders genaue Richtungspeilungen ausgelegt; reinen Prismenkompassen fehlt meist die Ausstattung für die Kartenarbeit oder für die Fixierung der gefundenen Richtung mittels einer drehbaren Kompassdose.
Spezialausführungen
wie Fernglaskompasse, Daumenkompasse usw.
Oft sind auch Kombinationen dieser Grundtypen anzutreffen, besonders häufig z. B. Spiegelkompasse mit transparenter Lineal-Grundplatte.
Wanderkompasse lassen sich andererseits auch in verschiedene Verwendungstypen einteilen, wie etwa
Kartenkompasse
Kartenkompasse dienen der Kartenarbeit, d. h. der Entnahme einer Kurs- oder Peilrichtung aus der Karte, oder der Übertragung einer Kurs- oder Peilrichtung in die Karte. Voraussetzung dafür ist zumindest die Existenz einer Anlegekante. Eine transparente Grundplatte erleichtert die Arbeit, eine transparente Kompassdose erweitert die Messmöglichkeiten.
Peilkompasse
Peilkompasse verfügen über Einrichtungen zum genaueren Peilen, wie z. B. einen Spiegel oder eine Prismenoptik. Einrichtungen zur Kartenarbeit sind oft nicht vorhanden.

## Genauigkeit
Wanderkompasse müssen in der Regel preiswert, leicht und robust sein, während an die Genauigkeit nur verhältnismäßig geringe Anforderungen gestellt werden. Die Genauigkeit der verschiedenen Kompasstypen, die als Wanderkompass in Frage kommen, liegt daher üblicherweise im Bereich einiger Winkelgrade:
| Prismen-Peilkompasse:      | ⅓° – ½°     | [ 1 ]       |
| Fernglas-Peilkompasse:     | ca. 1°      | [ 2 ]       |
| Linseatische Peilkompasse: | ca. 2°      | [ 2 ]       |
| Spiegelkompasse:           | ca. 1° – 3° | [ 1 ] [ 2 ] |
| Linealkompasse:            | ca. 3° – 5° | [ 1 ]       |

Zu dieser Einstell- und Ableseunsicherheit kommen noch die täglichen Schwankungen des Erdmagnetfeldes (z. B. ± 0,5°), die Unsicherheit in der Kenntnis der aktuellen Deklination (z. B. ± 0,5°) sowie Ungenauigkeiten bei der Übertragung des Kurswinkels in die Karte oder aus der Karte (z. B. ± 0,5°).
Bei besonders hohem Anspruch an die Genauigkeit ist für die Arbeit im Gelände ein Prismen-Peilkompass mit einer klaren Ablesegenauigkeit von 1° oder weniger zu empfehlen (bei gleichzeitiger klarer Zielerkennung). Für die Kartenarbeit ist dann ein Kartenwinkelmesser vorzuziehen, da er genauer ist als ein Wanderkompass und die Magnetnadel auf der Karte obsolet ist.

## Missweisung und Nadelabweichung

### Definitionen
Im deutschsprachigen Raum betragen die Unterschiede zwischen geographisch Nord, Gitternord und magnetisch Nord nur ein paar Grad und können für die meisten Orientierungsaufgaben ignoriert werden. Bei höheren Genauigkeitsansprüchen oder in Gegenden mit größerer Missweisung sind die verschiedenen Nordrichtungen jedoch sorgfältig zu unterscheiden:

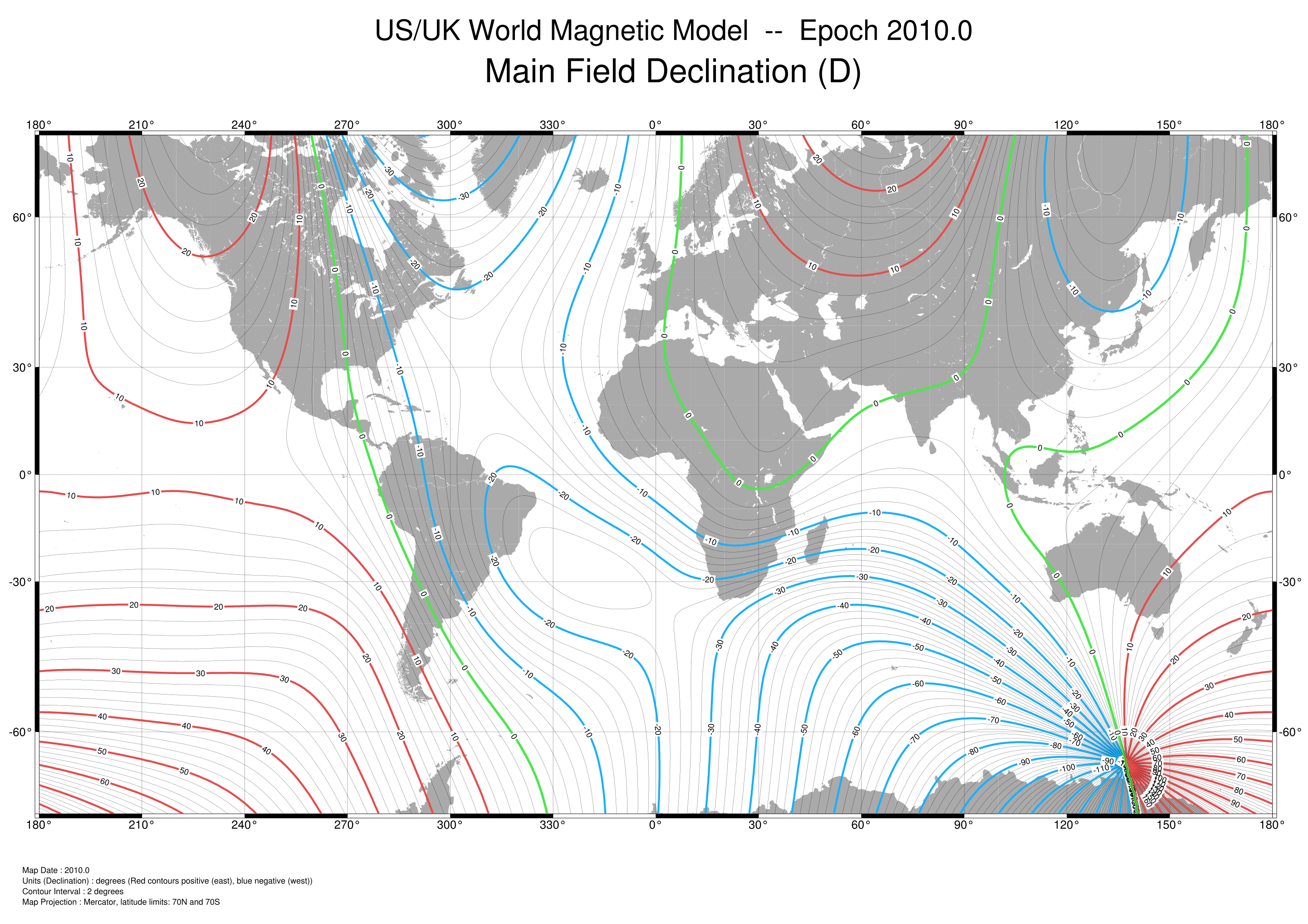
Missweisung: Das örtliche magnetisch Nord kann erheblich von geographisch Nord abweichen. Dargestellt ist die Missweisung für das Jahr 2010.
Meridiankonvergenz: Die Meridiane des geographischen Netzes (rot) verlaufen in der Regel geneigt zu den Linien des Kartengitters (grau).

- Geographisch Nord, also die Richtung zum geographischen Nordpol. Die Längenkreise (Meridiane) der Erde verlaufen in geographischer Nord-Süd-Richtung.

- Gitternord, also die Richtung der Kartengitterlinien (sofern vorhanden). Während alle Längenkreise auf den Nordpol zu laufen, sich also einander annähern („konvergieren“), verlaufen die Gitterlinien ihrer Definition gemäß parallel zueinander. In einem Meridianstreifen kann daher höchstens eine Gitterlinie mit einem Längenkreis zusammenfallen. Die anderen Längenkreise und Gitterlinien schneiden einander unter Winkeln, welche mit dem Abstand vom Äquator und mit dem Abstand vom Mittelmeridian des Meridianstreifens zunehmen.

- Magnetisch Nord, also die lokale Richtung der Feldlinien des Erdmagnetfeldes. Die Magnetnadel des Kompasses zeigt in Richtung magnetisch Nord.

Diese Nordrichtungen sind in der Regel nicht identisch:
- Den Unterschied zwischen magnetisch Nord und geographisch Nord bezeichnet man als Missweisung oder Deklination. Sie beträgt im deutschsprachigen Raum gegenwärtig nur etwa 0,5° bis 3,5° Ost[3], erreicht aber z. B. in Kanada, USA, Südafrika und Neuseeland teilweise 20° oder mehr[4] und kann dann nicht mehr vernachlässigt werden. Liegt magnetisch Nord westlich von geographisch Nord, so bezeichnet man die Missweisung als westlich oder zählt sie negativ, liegt magnetisch Nord östlich von geographisch Nord, so bezeichnet man die Missweisung als östlich oder zählt sie positiv.

- Den Unterschied zwischen Gitternord und geographisch Nord bezeichnet man als Meridiankonvergenz. Sie hat auf dem Mittelmeridian eines Meridianstreifens sowie auf dem Äquator den Wert Null und steigt zu den Streifenrändern sowie zu den Polen hin an – im UTM-Gitter bis maximal ±3°[5] und im Gauß-Krüger-Gitter bis maximal ±1,5°[6]. Liegt Gitternord westlich von geographisch Nord, so zählt man die Meridiankonvergenz negativ, liegt Gitternord östlich von geographisch Nord, so zählt man die Meridiankonvergenz positiv.

- Den Unterschied zwischen magnetisch Nord und Gitternord bezeichnet man als Nadelabweichung. Sie entspricht der Differenz Deklination - Meridiankonvergenz. Liegt magnetisch Nord westlich von Gitternord, so zählt man die Nadelabweichung negativ, liegt magnetisch Nord östlich von Gitternord, so zählt man die Nadelabweichung positiv.

Die amtlichen topographischen Karten in Deutschland und Österreich sind Gradabteilungskarten, d. h. die seitlichen Begrenzungen des Kartenfeldes sind Meridianlinien, verlaufen also in geographischer Nord-Süd-Richtung. In vielen Karten sind Meridianlinien auch am Kartenrand angerissen, aber nicht durchgezogen; der Benutzer kann sie bei Bedarf selbst mit einem Lineal einzeichnen und als Referenzlinien für geographisch Nord verwenden.
In der Schweiz fallen die Kartenränder der topographischen Karten mit Gitterlinien zusammen. In diesen Karten können die seitlichen Kartenrahmen als Referenzlinien für Gitternord verwendet werden. In vielen modernen Karten sind Kartengitter auch direkt in das Kartenfeld eingedruckt und können als Referenzlinien verwendet werden. Geodätische Kartengitter sind nicht zu verwechseln mit den auf manchen Karten eingedruckten Suchgittern („Hotel Müller siehe B-7“), welche keine definierte Beziehung zur Nordrichtung haben.

### Winkelkorrektur
Im Gelände dient die Magnetnadel als Referenzrichtung für Winkelmessungen mit den Kompass; sie zeigt stets nach magnetisch Nord. Soll ein aus der Karte entnommener (also bezüglich geographisch Nord oder Gitternord ermittelter) Winkel ins Gelände übertragen werden, oder soll ein dem Gelände entnommener (also bezüglich magnetisch Nord ermittelter) Winkel in die Karte übertragen werden, so muss der Unterschied zwischen den beteiligten Nordrichtungen berücksichtigt werden. Topographische Karten enthalten in der Regel Angaben zur Missweisung oder Nadelabweichung für das dargestellte Gebiet.
Die folgenden Korrekturmöglichkeiten stehen zur Verfügung:
- Die Korrektur kann dadurch geschehen, dass die Kompassnadel nicht auf die Nordmarke der Kompassdose ausgerichtet wird, sondern so, dass sie auf der Gradeinteilung der Dose die betreffende Missweisung bzw. Nadelabweichung anzeigt, je nachdem, ob in der Karte geographisch Nord oder Gitternord als Referenzrichtung verwendet werden soll. Manche Kompasse tragen dazu neben der üblichen Gradeinteilung eine Deklinationsskala, welche von Nord ausgehend sowohl nach West als auch nach Ost die Winkel positiv ansteigend zählt.

- Einige Kompasse verfügen über eine „Deklinationskorrektur“. Der Benutzer kann per Hand oder mit einem kleinen Schraubendreher die Nordmarke und das Dosengitter (s. u.) um den Korrekturwinkel gegeneinander verdrehen, so dass das Dosengitter auf geographisch Nord (oder Gitternord) zeigt, wenn die Nordmarke anhand der Magnetnadel auf magnetisch Nord ausgerichtet ist. Manchmal stehen auch separate einstellbare Deklinationsmarken zur Verfügung.

- Die Kurswinkel können rechnerisch ineinander umgewandelt (und die Stellung der Kompassdose bei Bedarf entsprechend korrigiert) werden. Hierbei ist sorgfältig auf korrekte Vorzeichen zu achten. Eine Merkregel lautet: „Vom falschen zum wahren Kurs mit dem wahren Vorzeichen, vom wahren zum falschen Kurs mit dem falschen Vorzeichen.“ Der „wahre“ Kurs ist dabei der auf geographisch Nord oder Gitternord bezogene Kurs (vgl. rechtweisend), der „falsche“ Kurs der auf magnetisch Nord bezogene (vgl. missweisend). Soll z. B. ein auf magnetisch Nord bezogener Kurs in einen auf Gitternord bezogenen Kurs umgewandelt werden (falsch → wahr), so ist die Nadelabweichung unter Berücksichtigung ihres angegebenen Vorzeichens zu addieren. Soll ein auf Gitternord bezogener Kurs in einen auf magnetisch Nord bezogenen Kurs umgewandelt werden (wahr → falsch), so ist die Nadelabweichung unter Umkehrung ihres Vorzeichens zu addieren.

- Der Winkel zwischen den beteiligten Nordrichtungen kann (bereits am Schreibtisch) auf den Kartenrand gezeichnet werden. Die eingestellte Dose wird zur Korrektur so auf die Zeichnung gelegt, dass das Dosengitter (s. u.) parallel zu jenem Winkelschenkel liegt, welcher die zur Einstellung verwendete Referenzrichtung repräsentiert. Die Dose wird dann bei festgehaltenem Gehäuse auf den gewünschten anderen Winkelschenkel „weitergedreht“ und so um den gewünschten Winkelbetrag korrigiert.

- Der Benutzer kann am Schreibtisch Gitterlinien parallel zur magnetischen Nordrichtung in die Karte einzeichnen und dann ausschließlich mit magnetisch Nord arbeiten. Korrekturen auf andere Nordrichtungen erübrigen sich in diesem Fall.

Ist die Missweisung bzw. Nadelabweichung nicht oder nur mit ungenügender Genauigkeit bekannt, so kann sie für den aktuellen Standort bestimmt werden, indem die mit dem Kompass ermittelte Peilrichtung auf ein möglichst fernes Ziel (also dessen Richtung bezüglich magnetisch Nord) mit der aus der Karte entnommenen Richtung (also mit der Richtung bezüglich geographisch Nord oder Gitternord) verglichen wird. Der so ermittelte Korrekturwinkel korrigiert nicht nur die Missweisung bzw. Nadelabweichung, sondern auch eventuelle konstante örtliche magnetische Störungen und bestimmte systematische Kompassfehler (z. B. eine nicht genau längs der Nadel verlaufende magnetische Achse, eine leicht verdreht angebrachte Gradeinteilung usw.). Nicht korrigiert werden dadurch veränderliche örtliche Störungen, wie z. B. der Einfluss eines Kugelschreibers, der von Messung zu Messung anders in der Hand gehalten wird.

## Anwendung von Wanderkompassen

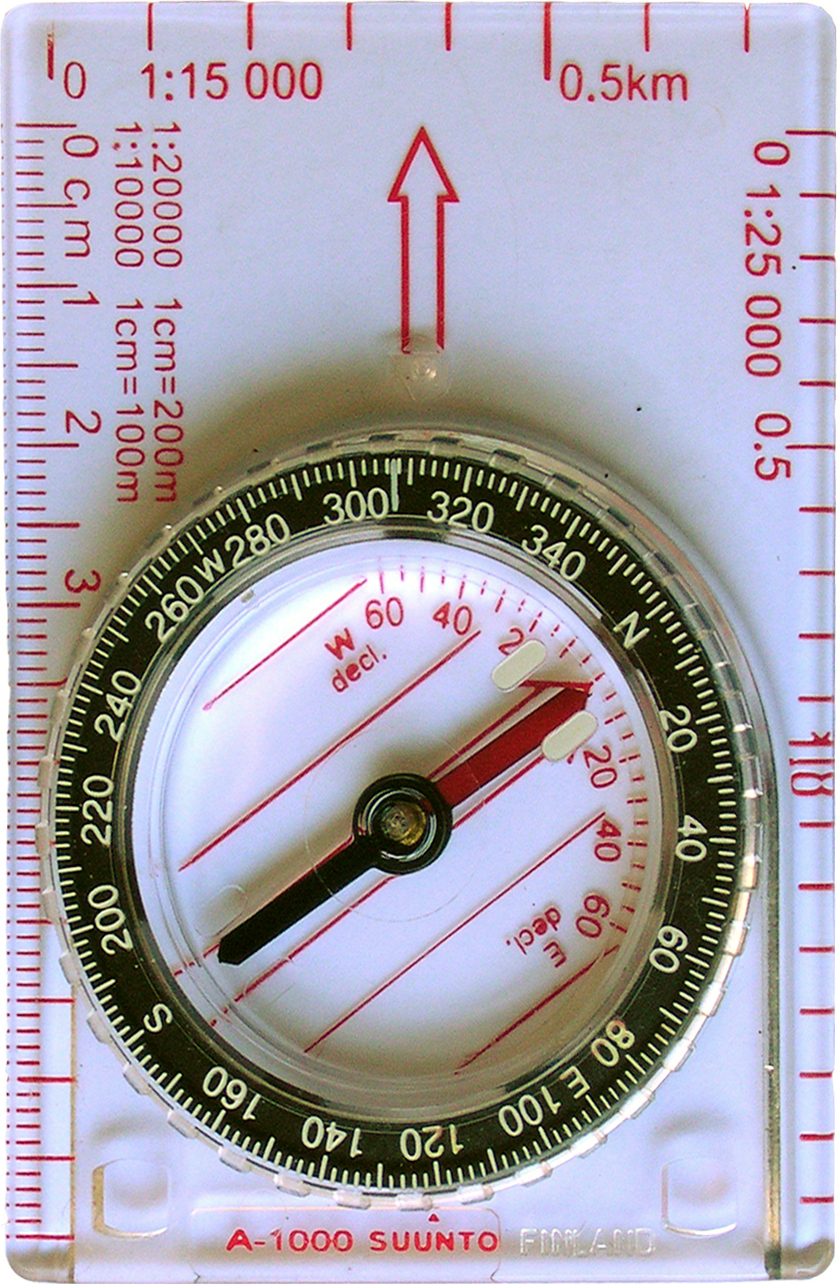
Kartenkompass mit Gitterlinien auf der transparenten Dose. Der Dosenboden trägt außerdem eine Deklinationsskala.

Wanderkompasse dienen üblicherweise der Orientierung im Gelände, also der Feststellung des Standortes, der Identifizierung von Marschzielen sowie der Ermittlung und Einhaltung der Marschrichtung.
Einfache Taschenkompasse können nur zur Richtungsanzeige verwendet werden. Sie stellen in Gestalt ihrer Magnetnadel magnetisch Nord als Referenzrichtung zur Verfügung, haben aber keine Peilvorrichtungen und keine Einrichtungen zur Kartenarbeit.
Kartenkompasse – also Kompasse mit einer als Anlegekante ausgebildeten Gehäuseseite und einer gegenüber dem Gehäuse drehbaren Kompassdose – dienen darüber hinaus als Winkelmesser. Moderne Kartenkompasse haben insbesondere eine durchsichtige Dose, auf deren Boden eine Reihe von Gitterlinien parallel zur Nord-Süd-Markierung der Dose angebracht ist. Diese Kompasse dienen als Winkelmesser für den Winkel zwischen der Anlegekante und dem Dosengitter, welches je nach Anwendung und vorhandenem Kartenmaterial nach magnetisch Nord, geographisch Nord oder Gitternord ausgerichtet werden kann.
- Auf der Karte wird die Anlegekante an die Verbindungslinie zwischen Standort und Ziel angelegt und stellt damit die Peil- oder Kursrichtung in der Karte dar. Das Dosengitter wird parallel zu den Meridian- oder Gitterlinien der Karte gedreht und stellt damit geographisch Nord bzw. Gitternord als Referenzrichtung dar.

- Im Gelände wird die Anlegekante (und damit auch die Längsachse des Kompasses) auf das Peilziel ausgerichtet und stellt damit die Peil- oder Kursrichtung im Gelände dar. Das Dosengitter wird parallel zur Magnetnadel gedreht und stellt damit magnetisch Nord als Referenzrichtung dar.

Ein in der Karte gefundener Winkel kann nun ins Gelände übertragen oder ein im Gelände gefundener Winkel in die Karte übertragen werden. Der Winkel wird dabei durch die Einstellung der Dose dargestellt – es ist nicht notwendig, den Winkel explizit abzulesen, es sei denn, er soll notiert oder anderweitig verwendet werden.
Kompassmodelle mit undurchsichtiger Dose haben kein Dosengitter. Mit ihnen kann nur der Winkel zwischen der Anlegekante und magnetisch Nord gemessen werden, indem die Nordmarke der Dose auf die Magnetnadel ausgerichtet wird. Die Kartenarbeit mit einem solchen Kompass erfordert, dass die Karte zuerst eingenordet wird, dass also die Karte auf dieselbe Orientierung wie das Gelände ausgerichtet wird. Dann ist die magnetische Nordrichtung – als einzige diesem Kompass zugängliche Referenzrichtung – in Karte und Gelände dieselbe und darauf bezogene Kurs- oder Peilrichtungen können leicht zwischen Karte und Gelände übertragen werden.
(Da in diesem Fall sowohl im Gelände als auch in der Karte magnetisch Nord als Referenz verwendet wird, ist beim Übergang zwischen Gelände und Karte keine Winkelkorrektur erforderlich. Beim Einnorden der Karte jedoch muss die Missweisung bzw. Nadelabweichung berücksichtigt werden, da der zum Einnorden verwendete Kompass magnetisch Nord anzeigt, die in der Karte zur Ausrichtung verwendeten Referenzlinien aber nach geographisch Nord oder Gitternord zeigen.)

### Peilen
Eine zentrale Kompasstechnik ist das Peilen auf ein Zielobjekt. Dabei wird festgestellt, in welchem Winkel dieses Objekt bezüglich der magnetischen Nordrichtung erscheint. Umgekehrt kann mit dem Kompass in eine vorgegebene (z. B. aus der Karte entnommene) Richtung gepeilt werden, um ein in dieser Richtung liegendes Objekt zu suchen. Im Folgenden wird der Kürze halber nur der erste Fall beschrieben; der andere ergibt sich analog.

#### Peilen mit dem Spiegelkompass
Der Spiegelkompass wird zum Peilen mit halb oder ganz ausgestrecktem Arm etwa in Augenhöhe gehoben und waagerecht gehalten, so dass die Magnetnadel frei spielen kann. Der Blick fällt also auf die Vorderkante des Kompasses; der schräggestellte Spiegel erlaubt dabei gleichzeitig den Blick auf die Nadel. Der Spiegel ist so einzustellen, dass der Blick möglichst senkrecht auf Nadel und Nordmarke fällt: Da sich die Nadel nicht in derselben Ebene befindet wie die Nordmarke, würde ein schräger Blick auf die Nadel zu einem Parallaxenfehler von bis zu 5°  führen. Soll ein höher oder tiefer gelegenes Ziel angepeilt werden, so ist der Kompass höher bzw. niedriger zu heben, aber nach wie vor waagerecht zu halten, und der Kippwinkel des Spiegels entsprechend anzupassen. Verfügt der Spiegel über einen Mittelstrich, so sollte dieser über der Achse des Nadel-Spiegelbildes zu liegen kommen, um ein seitliches Verkanten des Kompasses sowie einen seitlichen Parallaxenfehler zu vermeiden.
Das anzupeilende Objekt wird in die Visiereinrichtung des Kompasses genommen (meist eine Kimme, oder Kimme und Korn) und die Kompassdose so gedreht, dass deren Nordmarke mit dem Nordende der Magnetnadel zusammenfällt. Die Nordmarke kann aus einer Markierung am Rande der Dose (meist ein „N“) bestehen oder aus zwei parallelen Strichen am Boden der Dose, zwischen welche die Magnetnadel zu fassen ist. Im letzteren Fall ist es wichtiger, dass die Nadel parallel zu den Linien verläuft als dass sie genau zwischen ihnen liegt, da bei schrägem Einblick die Nadel seitlich verschoben erscheinen kann (Parallaxenfehler).
Falls die Missweisung oder die Nadelabweichung dadurch berücksichtigt werden sollen, dass die Nadel auf den entsprechenden Winkelwert statt auf die Nordmarke eingestellt wird (siehe oben), ist natürlich keine Parallelstellung zu erreichen. Ein Parallaxenfehler muss dann besonders sorgfältig durch entsprechende Wahl des Einblickwinkels vermieden werden.

#### Peilen mit dem Bézard-Kompass
Bei Spiegelkompassen vom Bézard-Typ besteht die Visiereinrichtung aus zwei Schlitzen, die parallel zueinander in den beiden Seitenschürzen des Kompassdeckels angebracht sind. Der Deckel wird senkrecht gestellt und das Ziel durch die beiden Visierschlitze hindurch (also parallel zur Deckelplatte) anvisiert. Ein ebenfalls hochgeklappter Spiegel erlaubt gleichzeitig den Blick auf Magnetnadel und Gradeinteilung.
Da sich das Auge in der Ebene der Visierschlitze befindet und daher nicht senkrecht auf den Spiegel blicken kann, ist in den meisten Fällen mit einem gewissen Parallaxenfehler zu rechnen.

#### Peilen mit dem linseatischen Kompass
Zum Peilen werden Deckel und Lupe des linseatischen Kompasses hochgeklappt und die Lupe dann so nach vorne geneigt, dass sie – unmittelbar vor das Auge gehalten – den Blick auf die Gradeinteilung der in der Dose drehbar angebrachten Kompassscheibe erlaubt. Der Benutzer peilt über einen feinen Schlitz in der Lupenfassung und einen Visierdraht in einer Aussparung des Kompassdeckels zunächst das Ziel an und blickt dann nach unten durch die Lupe auf die Gradeinteilung, um die Peilrichtung abzulesen. Dies kann durch eine fest auf dem Dosendeckel angebrachte Strichmarkierung erleichtert werden (Vorsicht: Parallaxenfehler beim schrägen Einblick in die Lupe). Eine drehbare Strichmarkierung auf der Dose kann parallel zur Magnetnadel gestellt werden, um die gepeilte Richtung zur späteren Verwendung festzuhalten.

#### Peilen mit dem Linealkompass
Ein Linealkompass verfügt in der Regel über keine Peilvorrichtung. Der Benutzer hält ihn etwa in Hüfthöhe waagerecht vor sich und zielt mit dem Richtungspfeil auf das Peilziel. Die Peilgenauigkeit ist dabei natürlich geringer, für Nahziele aber meist ausreichend. Auch linseatische und Spiegelkompasse können auf diese Weise verwendet werden, wenn nur geringe Genauigkeit gefordert ist.

#### Peilen mit dem Prismenkompass
Der Benutzer richtet den Prismenkompass mit Hilfe der Visiervorrichtung auf das Peilziel aus und kann dann in einem kleinen Fenster, das sich gleichzeitig mit dem Peilziel in seinem Gesichtsfeld befindet, die Peilrichtung auf einer eingespiegelten Skala ablesen. Wenn der Ablesestrich nicht in derselben Ebene wie die Skala liegt, ist auch hier auf möglichst senkrechten Einblick in das Prismenfenster zu achten, um den Parallaxenfehler klein zu halten. Als Visier kann eine entsprechende Vorrichtung am Gehäuse, bei einigen Fabrikaten aber auch der eingeblendete Ablesestrich selbst verwendet werden.
Prismenkompasse erlauben eine relativ hohe Ablesegenauigkeit, haben aber oft keine drehbare Dose, mit der sich der gefundene Winkel für die spätere Verwendung fixieren ließe, und auch keine Ausstattung zur Kartenarbeit.

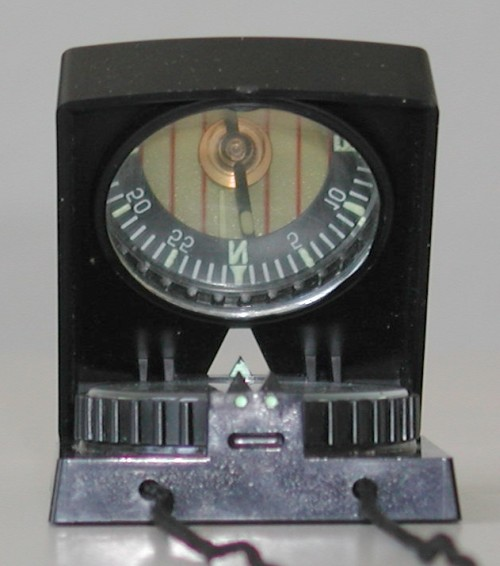
Peilen mit einem Spiegelkompass
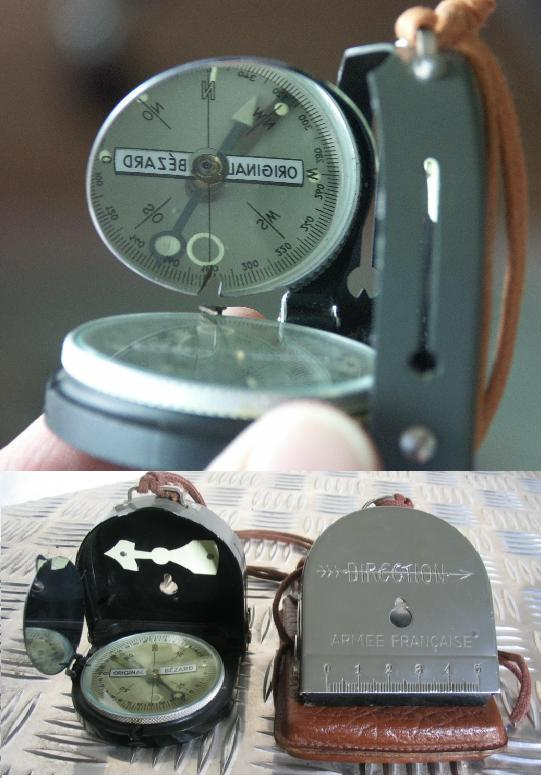
Peilen mit einem Bézard-Kompass
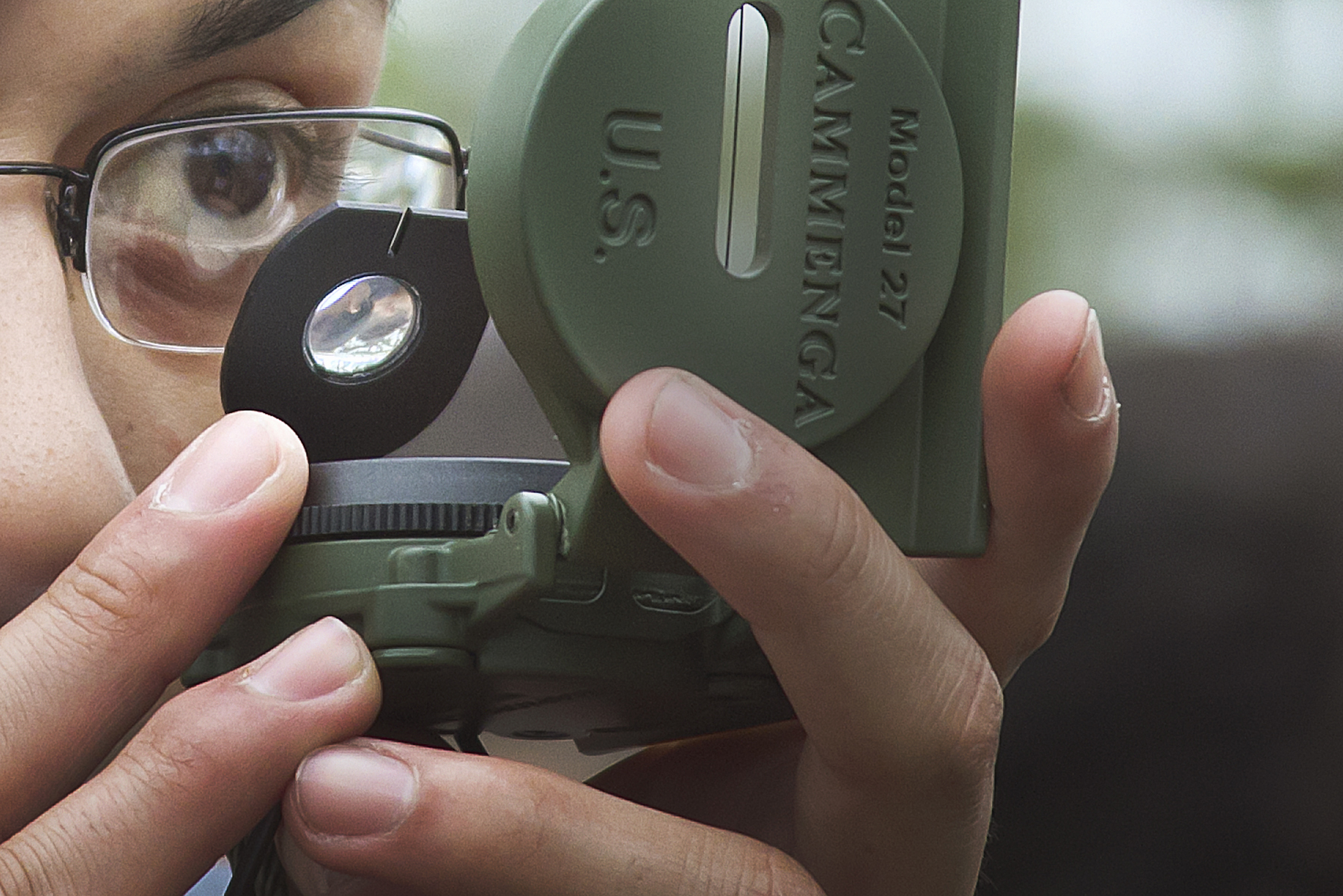
Peilen mit einem linseatischen Kompass
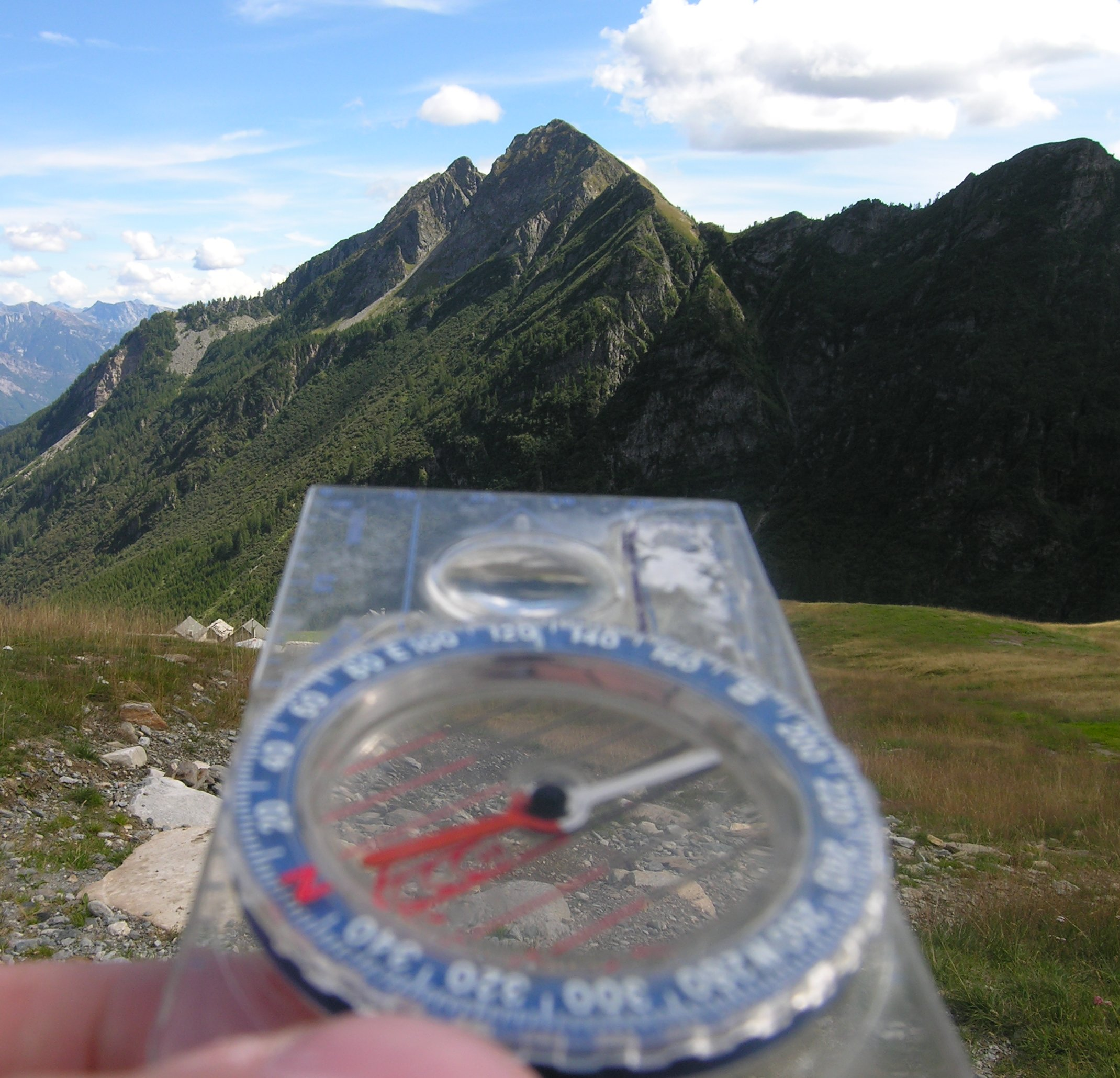
Peilen mit einem Linealkompass
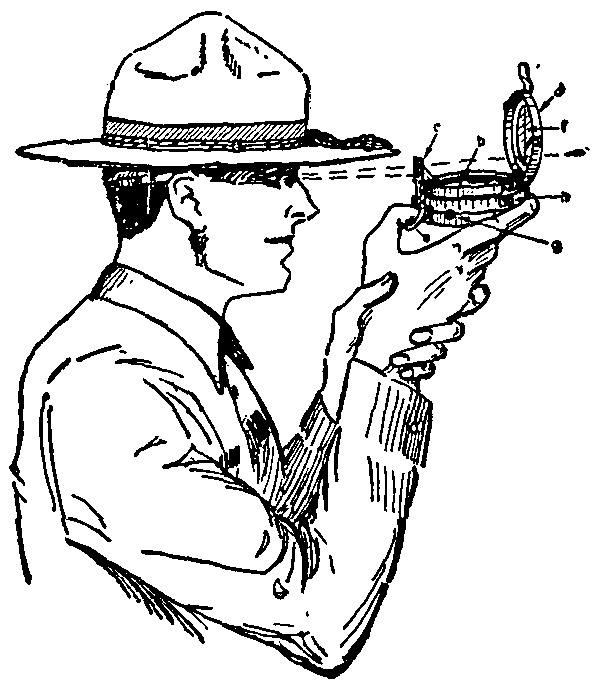
Peilen mit einem Prismenkompass
Bundeswehr Marschkompass Conat

### Kartenarbeit und Kartenwinkelmesser
In den folgenden Beschreibungen wird der Kürze halber davon ausgegangen, dass die Nordmarke auf die Magnetnadel – also auf magnetisch Nord – ausgerichtet wird und die Korrektur wegen Missweisung oder Nadelabweichung vernachlässigbar oder wegen eingestellter Deklinationskorrektur nicht nötig ist. Andernfalls muss bei der Übertragung des Winkels zwischen Karte und Gelände eine Korrektur erfolgen.
Für die Arbeit auf der Karte kann ein Kartenwinkelmesser mit Planzeiger benutzt werden. Aufgedruckt auf eine Kunststoffplatte, ist dieser auf der Karte einfacher zu handhaben. Die Nordweisung der Magnetnadel wird für die Kartenarbeit nicht benötigt – jedes Kartenblatt ist oben immer nach Norden ausgerichtet.

#### Winkel von der Karte ins Gelände übertragen

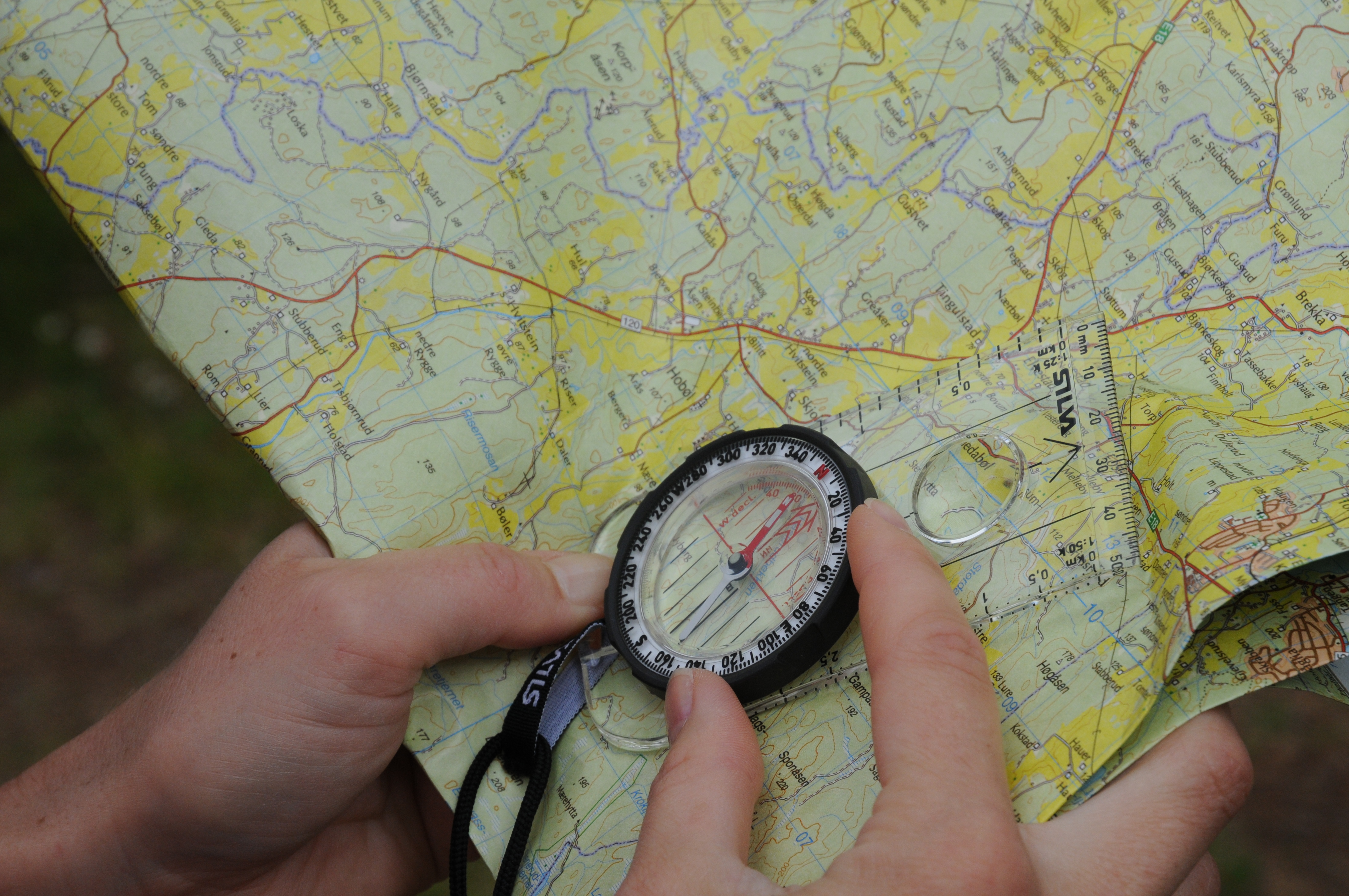
Winkelentnahme aus einer Karte mit Hilfe eines transparenten Kartenkompasses.

Der Kartenkompass wird so auf die Karte gelegt, dass seine Anlegekante den Standort und den Zielort verbindet, um die im Gelände einzuschlagende Kursrichtung aus einer Karte zu entnehmen – ein auf dem Kompassgehäuse aufgebrachter Pfeil zeigt dabei in Richtung des Marschziels. Die Kompassdose wird dann so gedreht, dass das Dosengitter parallel zu den Gitterlinien der Karte ausgerichtet ist und die Nordmarke zum oberen Kartenrand zeigt. Die Anlegekante des Gehäuses und das Dosengitter haben nun denselben Winkel zueinander wie die Kursrichtung und Gitternord. Falls auf der Karte Referenzlinien zur Verfügung stehen, die nach geographisch Nord oder magnetisch Nord weisen, so können auch diese verwendet werden. Der gemessene Winkel bezieht sich dann auf die betreffende Referenz.
Die Magnetnadel ist an diesem Schritt nicht beteiligt, daher können Karte und Kompass in der Hand gehalten werden (eine infolge Schrägstellung blockierte Nadel schadet nicht), und die Einstellung des Winkels auf der Karte ist auch unabhängig von eventuellen magnetischen Störungen.
Der so eingestellte Kompass kann von der Karte genommen werden; seine Anlegekante (oder der Marschpfeil) weist in Marschrichtung, wenn der gesamte Kompass so gedreht wird, dass die Magnetnadel auf die Nordmarke zeigt. Es ist nicht notwendig, den Marschwinkel tatsächlich an der Gradeinteilung abzulesen, sofern er nicht anderweitig benötigt wird.
In diesem zweiten Schritt sind magnetische Störungen durch Ausrüstungsgegenstände (Kugelschreiber, Uhr, Fotoapparat, anderer Kompass, Fahrzeug usw.) natürlich zu vermeiden. Lokale magnetische Anomalien können gegebenenfalls durch Testpeilungen mit dem Kompass festgestellt und korrigiert werden.

#### Winkel vom Gelände in die Karte übertragen
Um eine Peilrichtung vom Gelände in die Karte zu übertragen (wenn z. B. ein Berggipfel identifiziert werden soll), wird das betreffende Objekt mit dem Kompass angepeilt und die Kompassdose so gedreht, dass die Magnetnadel auf die Nordmarke zeigt. Die Anlegekante des Gehäuses und das Dosengitter haben nun denselben Winkel zueinander wie die Peilrichtung im Gelände und die magnetische Nordrichtung.
Mit dieser Einstellung wird der Kompass so auf die Karte gelegt, dass der Anfang seiner Anlegekante am eigenen Standort anliegt. Um diesen Punkt als Fixpunkt wird der gesamte Kompass gedreht, bis das Dosengitter parallel zu den Gitterlinien der Karte liegt. Die Richtung der Anlegekante auf der Karte geht nun (im Rahmen der Kompassgenauigkeit) durch das zu identifizierende Objekt auf der Karte.
Dieses Verfahren kann auch umgekehrt zur Bestimmung des eigenen Standortes verwendet werden. Dazu peilt man ein auf der Karte identifizierbares Objekt im Gelände an, legt diesmal das Ende der Anlegekante an das Objekt in der Karte und dreht wieder den gesamten Kompass um diesen Fixpunkt, bis das Dosengitter parallel zu den Gitterlinien der Karte liegt. Der eigene Standort liegt auf der so in der Karte bestimmten Linie. Unter Umständen genügt dies bereits, wenn der Standort sich an einem in der Karte identifizierbaren linienförmigen Geländemerkmal (Straße, Bach, Waldrand, Hochspannungsleitung etc.) befindet und nur die genaue Lage auf dieser „Standlinie“ nicht bekannt ist. Andernfalls liefert Wiederholung der Peilung mit einem anderen Objekt (möglichst in einem 90°-Winkel zur ersten Peilung) eine zweite Standlinie; der Standort liegt im Schnittpunkt der beiden Standlinien (Kreuzpeilung). Weitere Peilungen in andere Richtungen können zur Kontrolle dienen.

### Richtung halten

#### Hilfsziele nutzen
Ist das Zielobjekt auf dem gesamten zu ihm führenden Weg sichtbar, oder ist der einzuschlagende Weg klar, so kann dieser Weg ohne Kompasshilfe zurückgelegt werden. Müssen Wegabschnitte ohne Zielsicht und ohne Führung durch einen Weg bewältigt werden, so kann die Kursrichtung zum Ziel durch Peilung auf das noch sichtbare Ziel oder aus der Karte ermittelt und ein in derselben Richtung näher gelegenes Hilfsziel mittels Peilung gesucht werden. Nach Erreichen dieses Hilfsziels wird mit dem Kompass ein weiteres in derselben Kursrichtung liegendes Hilfsziel gewählt, und so weiter.

#### Hindernisse umgehen
Es kann notwendig werden, dabei ein unvermutet auftauchendes Hindernis (z. B. einen Sumpf) zu umgehen. Lässt sich auf der anderen Seite des Hindernisses ein markantes (und auch aus anderer Richtung wiedererkennbares) Hilfsziel in Kursrichtung ausmachen, so kann das Hindernis ohne Kompasshilfe umgangen und am jenseitigen Hilfsziel der alte Kurs wieder aufgenommen werden. Andernfalls kann der Wanderer mit dem Kompass einen um beispielsweise 60° zur Seite geschwenkten Kurs einschlagen und – unter Zählen der Schrittzahl – das Hindernis seitlich umgehen. Ist das Hindernis passiert, so schwenkt er um 120° in die entgegengesetzte Richtung und kann nach Absolvierung derselben Anzahl von Schritten seinen alten Kurs hinter dem Hindernis wieder aufnehmen. Einige Kompasse tragen zu diesem Zweck „Umgehungsmarken“ im Abstand von 60° links und rechts der Nordmarke.
Der Wanderer kann auch im Winkel von 90° seitlich vom Ursprungskurs ausweichen (und Schritte zählen), dann parallel zum Ursprungskurs am Hindernis vorbeigehen (ohne Schritte zu zählen) und nach Passieren des Hindernisses wieder im Winkel von 90° zur ursprünglichen Kurslinie zurückkehren (bis die gezählte Schrittzahl in umgekehrter Richtung zurückgelegt ist). In diesem Fall können die Ost- bzw. Westmarke des Kompasses als Umgehungsmarken dienen.

#### Nach Kompass marschieren
Ist die Sicht zu schlecht, um Hilfsziele nutzen zu können (Nacht, Nebel, Schneesturm …), so kann der Wanderer auch „nach Kompass“ marschieren. Dazu stellt er die Dose auf die gewünschte Kursrichtung ein, hält den Kompass eingenordet vor sich und folgt kontinuierlich dem Kurspfeil. Dies muss sehr sorgfältig geschehen. Der Kompass gewährleistet zwar, dass die Richtung eingehalten wird. Er kann jedoch nicht verhindern, dass der Wanderer – insbesondere in unwegsamem Gelände – zunehmend seitlichen Versatz aufbaut und sein Ziel verfehlt, weil er sich zwar in der richtigen Himmelsrichtung aber parallel zur beabsichtigten Kurslinie bewegt. In einer Wandergruppe kann ein Gruppenmitglied vorausgeschickt und – noch in Sichtweite – mit dem Kompass auf eine Position in der gewünschten Kursrichtung eingewiesen werden, um für den Rest der Gruppe als Hilfsziel zu dienen und die Gefahr eines Richtungsversatzes zu verringern.

## Militärische Marschkompass
Bei einem militärischen Marschkompass wird häufig eine 64(00)'-Strichwinkelrose benutzt. Diese Einteilung hat praktische Vorteile. Die Zahl 64 ist immer wieder bis zur kleinsten ganzen Zahl 1 durch 2 teilbar, ohne dass Brüche entstehen. Dadurch ist Süden auf der Kompasszahl 32, Osten auf 16 oder NNO 8 usw. Und zudem entspricht die Zahl 64 in etwa dem zwanzigfachen der Zahl Pi (3,14…). Dadurch kann, unter Inkaufnahme einer akzeptablen Ungenauigkeit, z. B. bestimmt werden, dass ein Strich Abweichung auf dem Kompass auf einer Entfernung von 1000 m dann ungefähr 100 m Abweichung im Gelände bedeutet.

## Ähnliche Geräte
- Bézard-Kompass
- Hängekompass
- Sonnenkompass
- Bussolentheodolit
- Pinnkompass
- Sitometer
- Winkelmesser
- Planzeiger